# Back and Forth
Back and Forth é um documentário de 2011 da banda Foo Fighters, dirigido por James Moll. O filme apresenta a história da banda, e recebe o título de uma faixa do Foo Fighters de seu sétimo álbum estúdio,  Wasting Light.